# قاپ‌بازی

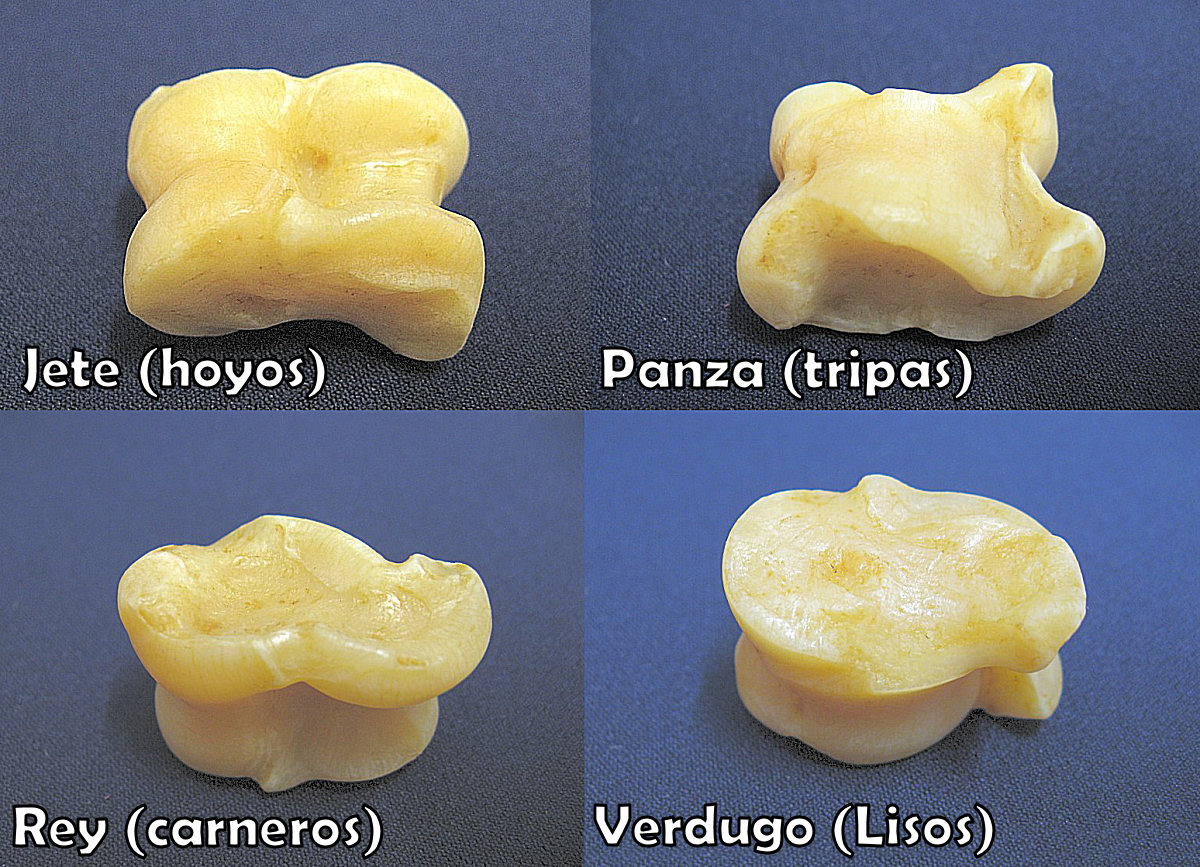
نماهای سطح‌های استخوان قاب (سطح شاهrey)

قاپ‌بازی یک بازی قدیمی است که به وسیله قاپ (استخوان تالوس، استخوان مچ پا) گوسفند انجام می‌شود، قاب یا قاپ، استخوان مچ پای گوسفند است؛ که آن را بجول، بژول و بچول هم گفته‌اند. هر گوسفند دو عدد قاپ دارد. آن را اشتالنگ و به عربی کعب یا عظم کعب و همچنین بجل، وژول، شتالنگ، آشتالنگ و غاب هم نوشته‌اند، نوعی از قمار که آن را با شش عدد بجول بازی کنند. معنی اشتالنگ استخوان پاست زیرا اشتا، أسته و هسته است و لنگ هم به معنی پا است. استخوان قاب را به انگلیسی استرا گالوس و به یونانی تالوسی می‌نامند این بازی در تمامی سنین از کودکان گرفته تا سالمندان ایرانی انجام می‌شود تعداد مورد نیاز قاب در این بازی حداقل ۳ قاب است.

## ساختار قاپ
استخوان قاب تقریباً مکعب مستطیل شکل است (شبیه یک قوطی کبریت کوچک) و بنابراین شش سطح دارد: دو سطح بزرگ. اسم سطحی که بر آمدگی دارد پک (پوک)، و نام سطح مقابل آن جیک (جک) است. دو سطح کوچک باریک که یکی اسب و دیگری خر است. قاب دو انتها یا دو سطح گوژ (محدب) دارد، هنگامی که قاب را به روی زمین پرت کنند، نمی‌تواند بر روی انتهای گوژ خود بایستد اما امکان قرار گرفتن بر روی دوسطح جیک و پک زیاد است و در مرحله بعد امکان ایستادن بر روی سطح اسب و خر وجود دارد.

## سه قاپ
معمولاً قاپ بازان کهنه‌کار (حرفه‌ای) با سه قاپ بازی می‌کردند که آن را بازی سه قاپ یا سه قاب‌بازی هم می‌نامیدند. در بازی سه قاپ هر قاپ پس از پرت شدن روی زمین یکی از این سه حالت را برای اندازنده (پرتاب کننده) قاپ به‌وجود می‌آورد: برنده (نقش)، بازنده (بز) و بی برد (بهار) که نوبت قاپ ریختنش می‌سوزد و به دیگری می‌رسد. شکل بازنده قاب‌بازی که بز بیاورد بازنده است و اصطلاح «بز بیاری» از این‌جا ناشی شده است. بز بیاری را سه پلشگ هم می‌گویند که صحیح آن «سه پلشت» است و پلشت به معنی ناپاک و آلوده آمده است. زکریا هاشمی در سال ۱۳۵۰ فیلمی به نام «سه قاب» را کارگردانی کرده است که به این موضوع اشاره دارد.

## تاریخچه
در یونان و رم باستان از قاب با عناوینی نظیر (Astragalomancy) و (astragyromancy) و (tali) و (Knucklebones) برای بازی و پیشگویی و قمار استفاده می‌شده است و شش سطح قاب را با اصطلاحاتی که نزدیک به فرهنگ خودشان است نام گذاری کرده‌اند و در اسپانیا سطحی از قاب که به نام شاه از آن اسم برده می‌شود، مشابه سطحی است که در بعضی از روش‌های قاب بازی ایرانی به اسم شاه (rey) نام گذاری شده است.
در تهران قدیم این بازی با سه قاب و در شهرستان‌ها با چهار قاب بازی می‌شده است. قاب‌بازی در ایران مخصوص بعضی از مردان جامعه بوده و بازیکنان در خرابه‌ها یا دور از انظار مردم بازی می‌کردند ولی باستان شناسان در محوطه باستانی گوهر تپه مازندران که بین پنج تا سه هزار سال سابقه دارد و مربوط به جامعه‌ای شهری با طبقات بالا می‌باشد. 

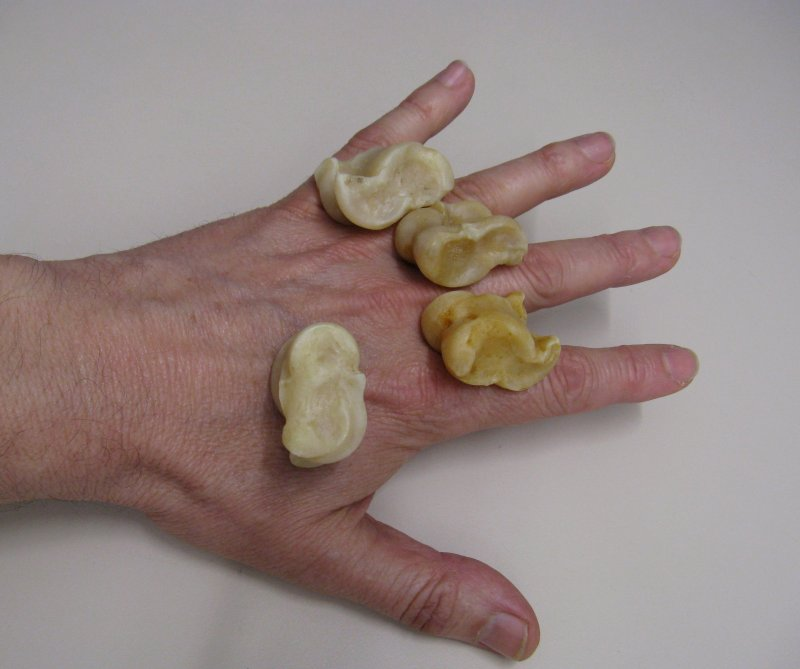
بازی چهار قاب یا چهار قاب پشت دستی در اسپانیا

آثار آن در سایت موزه گوهر تپه نگهداری می‌شود. از درون گورزنی مربوط به قرن دوم قبل از میلاد یک قرنی (ساز رایج در مازندران) و از درون گوری دیگر که آن هم متعلق به زنی بوده، ششصد قاب پاچه گوسفند (برای قاب بازی، که امروز هم در بین ترکمن‌های منطقه بازی می‌شود) را کشف کردند، که حاکی از رواج یا ارتباط قاب بازی با زنان در آن منطقه داشته است. از طرفی تندیس‌ها و نقاشی‌های بجا مانده از یونان و رم باستان و اروپای پیش و پس از رنسانس نشان می‌دهد که قاب‌بازی علاوه بر مردان در بین زنان هم رایج بوده است.

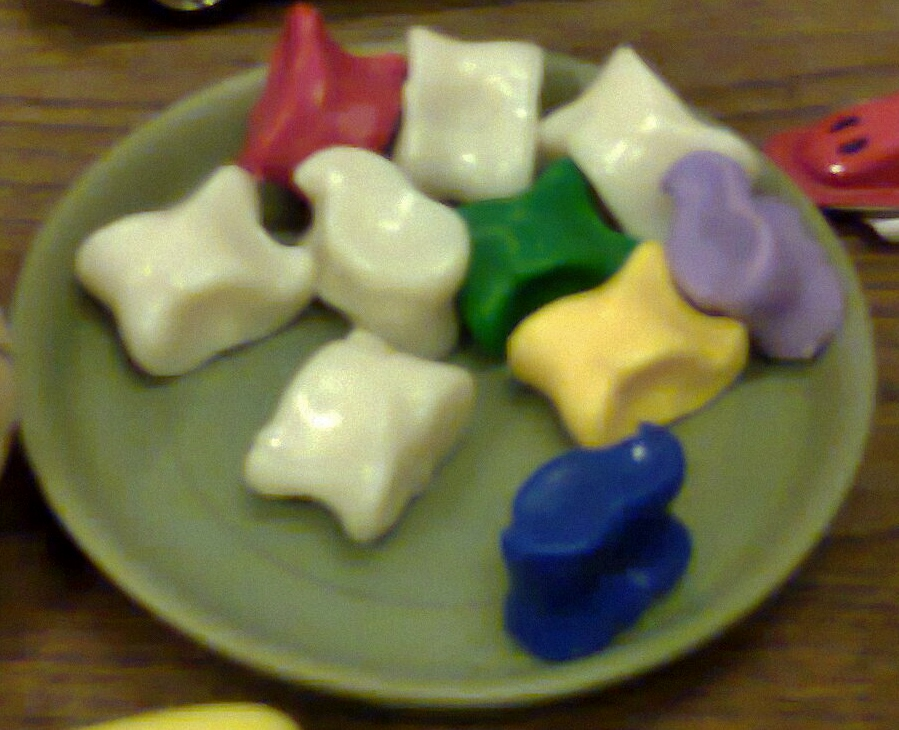
قاب‌های پلاستیکی رنگی

آن‌ها با یک یا حتی چهار قاب بازی می‌کرده‌اند که نوع اخیر را چهار قاب (four astaragali) بازی می‌نامند. همچنین در حفاری‌های باستان‌شناسی در یونان قاب‌های استخوانی مربوط به سه تا پنج قرن قبل از میلاد کشف شده است. درتمدن یونان نوعی از چهار قاب‌بازی مورد علاقه دختران جوان و بچه‌ها بوده که آن را چهار قاب‌بازی پشت دستی (dorsum manus) می‌نامیدند چون که چهار قاب را به هوا می‌انداختند و با پشت دست می‌گرفتند که تا حدی شبیه یه قل دو قل می‌باشد. که امروزه هم در بعضی از کشورها از جمله اسپانیا بازی می‌شود (به عکس نگاه شود). آثار باستانی یافته شده در تبت نشان می‌دهد که در این کشور، قاب‌بازی بیشتر در بین بچه‌های تبتی رواج داشته است اگرچه در رم و یونان باستان از استخوان قاب گوسفند و بز برای چهار قاب‌بازی استفاده می‌کردند اما از قاب‌های ساخته شده از طلا، نقره، برنج، برنز، عاج، سنگ‌های قیمتی و چوب و شیشه و مواد دیگر هم استفاده می‌شده است. با توجه به اینکه از شش سطح قاب فقط چهار سطح آن قابل نشستن را داشت به صورت قاب به تاس‌های امروزی تغیر شکل یافت که هر شش سطح آن قابل شماره‌گذاری است. در اوایل قرن بیستم قاب‌بازی با استخوان‌های طبیعی گوسفند که آن را در آب جوش با جوهر و رنگ‌های دیگر به صورت الوان درمی‌آوردند در بین بچه‌های استرالیایی بسیار رایج بوده است. اما از سال ۱۹۵۰ نمونه‌های پلاستیکی رواج پیدا کرد.